# 谷桃子
谷桃子（1984年9月9日—），日本前女演員、前女性模特兒，实名谷桃子，曾用艺名藤田咲，1984年生於茨城縣鹿嶋市。
谷桃子从茨城县盐井高中毕业后，她在当地的一家手机店找到了工作，但一年后离职。作为茨城丰田的车模一年。她在一个熟人经营的东京料亭工作被星探发现，进入娱乐圈。2007年，她被日本电视台选为Nittelegenic2007年成员。同期有木口亚矢、绿友利惠、小田麻美和葵。2018年4月16日与居住在福冈县的一名普通男子结婚。12月31日，她在博客正式宣布引退。她的爱好是看电影，购物和看足球比赛。初中的俱乐部活动是篮球俱乐部，她的专长是羽毛球。他也擅长游泳，特别是蛙泳和爬泳。

## 出演

### 电视节目
- Nittelegenic美女2（2007-2008 ，Nittele Plus＆Science（现为Nittele Plus））
- Do缶（名古屋电视台）
- gravure的美少女（2008年3月，MONDO21）第414位“谷桃子”
- PREMIERE之巢窟 PREMIERE girls（2008年4月9日，富士电视台）
- You knock on a jumping door!（富士电视台）“ 游泳比赛的背影 ”（2008年7月23日）
- 男女糾察隊 2008秋季3小时特别节目（朝日电视台 2008年10月14日）-嘉宾
- 相談马鹿一代（2008年12月29日，东京电视台）
- mashup!音王MUSIOneo（2009年1月7日至3月22日，仙台广播）
- 神之舌（东京电视台）-嘉宾
  - “第四届M女试镜”（2009年1月21日）
  - “和解之友公园”（2009年5月13日/ 2013年3月23日）
  - “芸能人 谷桃子王決定戦”（2009年10月21日/ 2009年12月2日）
  - “ タニームマッチ2010”（2010年3月17日/ 2010年7月14日）
  - “怪物偶像谷桃子和Netonya谷鯨団”（2010年11月3日）
  - “认真演唱音乐节SP”（2011年4月20日）
  - “若林vs春日 オードリー照れカワ3番勝負”（2011年9月14日）
  - “景気付けにおっぱいを見せてもらおう”（2011年11月19日/ 2013年7月6日）
  - “児嶋vs高橋 最下層芸人モノノフ最低抗争”（2012年9月15日）
  - “THE破天荒2013”（2013年2月9日）
  - “バカリズムに女友達を作ろう”（2014年1月18日）
  - “笨拙的艺人救济项目”（2014年3月1日）
  - “第5回照れカワ芸人更生プログラム”（2014年12月13日）
  - “55分遅れるから流せる禁断未公開SP”（2015年3月7日）
  - “ ゴッドタンのDVD特典映像は意外に面白いぞSP”（2016年3月5日）
  - “ ワレモテ芸人会議”（2016年4月16日）
  - “本郷杏奈、お前は何が出来るんだ!”（2018年6月17日）
- 促销（2009年4月-2010年4月，SKY PerfecTV！促销 / e2促销）- 常规
- 洋子俱乐部（2009年4月14日，2009年5月26日，每日放送）-嘉宾
- DANCING SANMA PALACE（2009年4月28日，日本电视台）-嘉宾
- 今夜もドル箱（2009年5月5日，东京电视台）-嘉宾
- 滨议员（2009年6月25日，读卖电视台）
- おねだり怪盗GO!マウス（2009年7月12日，每日放送）
- DOWN TOWN DX（2009年7月16日，读卖电视台）
- 测验演示品种Q !!（2009年10月2日，朝日电视台）
- 解决爱的烦恼！シアワセ結婚相談所（2009年12月8日，日本电视台）
- Jaikel Maxon（2009年12月16日，每日放送）
- 香蕉人博客侦探（2010年2月9日，东海电视台）
- 今夜もドル箱（2010年3月16日，东京电视台）
- Webで簡単予約!厳選!いい宿ナビ（2010年3月22日，东京电视台）-不定期出演
- P-1淘金热（2010年4月-，大阪电视台）-不定期出演
- イチハチ（2010年6月23日，毎日放送）
- 蹦极原因（2010年，U站）
- 今夜もドル箱!! EX（2010年12月7日，东京电视台）-客人
- BS 11競馬中継（2011年1月5日-2013年12月21日，BS11）-星期六MC担当
- UmaNavi11（与上述相同，中央赛马重点项目）-星期六MC担当
- ONGAX Fami Love（2011年10月-12月，千叶电视广播）--MC
- 秋叶偶像频道（BS11）
  - ＃9（2011年11月11日）
  - ＃11（2011年12月9日）
- 〜My face of pride Can you do better?〜2小时特别节目（2012年1月6日，朝日广播）
- 艺能界特技王決定战TEPPEN（2012年1月7日，富士电视台）
- 精心挑选的好旅馆（东京电视台）-定期

### 电视剧
- 温泉杀手（2009年4月-6月，东京电视台）-小雪
- 华丽大间谍（2009年8月，日本电视台）-第4集 Momo
- 仁者侠医（2009年11月8日，TBS）-第5集妓女
- 温泉杀手正月特别篇（2010年1月2日，东京电视台）
- 天才儿童MAX 天才剧《忍者精神》（2010，NHK教育）-暮内あすみ
- 〜Heaven's Rock〜第3集（关西电视台，2010年7月28日）-死神さんエビータ
- 天使的代理人（2010年10月，东海电视台）--Episode8 桃香
- 古代少女军团V（2010年11月，每日播报）- 第5集 妖怪森ガール
- 美人侦探M第8集（2012年1月29日，TOKYO MX）-美纱子
- 小梅医生（7月17日和19日，2012年，NHK）-女主人美雪

### 电影
- ALLDAYS 2丁目的朝日（2008）
- ROOKIES－毕业－（2009年5月，東宝）
- ナイントゥイレブン（2010年6月发行，奥尔斯塔克影业）-香
- 过分陪酒女与我的故事（2011）
- 夫妻成长日记电影版2：吻（2011年12月17日，AMG Entertainment）-大宮杏子
- 鬼灯家的大姐姐（2014年9月6日发行，KADOKAWA / SPOTTED PRODUCTIONS）-主演・鬼灯春

### V电影院
- グラドルヒロイン危機一髪 デザーター -青い絶望- （2007年3月，ZEN Pictures）-虎村リオ
- グラドルヒロイン危機一髪 デザーター -赤い希望-（2007年4月，ZEN Pictures）-虎村リオ
- グラドルヒロイン危機一髪 セ・レーヌの星 -星の王女-（2007年6月，ZEN Pictures）-黒いアマリリス
- グラドルヒロイン危機一髪 セ・レーヌの星 -花の騎士-（2007年7月，ZEN Pictures）-黒いアマリリス
- 実写版まいっちんぐマチコ先生 ビバ! モモカちゃん!!（2008年8月，TMC）-桃園モモカ
- ぎゃるかん2（2009年6月25日，全娱乐）-高久亜美

### OVA
- 珍遊記 -太郎とゆかいな仲間たち-（2009）-占い師

### 互联网节目
- Koikatsu 恋愛 Know-how Talk Live 2（2011年8月6日，Masheri Variety（Machebara））

### CM
- 日テレSPOT DRAGONBALL EVOLUTION（2009年7月）

### PV
- 桑田圭佑 “幸福的最后一支舞”（2012）

## 作品

### DVD
1. Peach Fizz（2006年11月24日，竹書房）
2. Momoco（2007年3月21日，日本索尼音乐娱乐）
3. 日テレジェニック2007 谷桃子 Lesson P（2007年8月22日，VAP）
4. 日テレジェニック2007 Memoires（2008年2月27日，VAP）
5. 月刊 谷桃子（2008年6月25日，Enet Frontier）
6. 監視願望（2008年9月26日，利物浦）
7. ドリームスケッチ（2008年12月19日，利物浦）
8. ピーチアワー（2009年3月20日，Line Communications）
9. Fresh！Eye（2009年6月25日，Fresh Media）
10. 桃色台風〜ピンクタイフーン〜（2009年12月19日，Trico）
11. 辰巳奈都子×次原かな×谷桃子 グラビアアイドルのありえないDVD（2010年1月22日，Enet Frontier）
12. コイ・モモ（2010年4月20日，Line Communications）
13. LOVE DATE MOMOKO（2010年7月23日，Enet Frontier）
14. SWINUTION（2010年10月22日，Trico）
15. 夢桃 - Yume MoMo（2011年2月20日，Line Communications）
16. Special DVD BOX（2011年2月20日，Line Communications）
17. せつなの恋人（2011年5月27日，MBD Media）
18. LOVE DATE MOMOKO2（2011年12月16日，Enet Frontier）
19. なま桃（2012年4月20日，Line Communications）
20. ももコレ〜Super Extra（2012年4月20日，Line Communications）
21. d-BOMB タニ濡モモ（2012年7月25日，学研Publishing）
22. 妄想科学「スケスケ透視メガネで覗かれた!」（2012年9月6日，SOD Create）

### 写真集
- Momoco（2007年3月、学習研究社、撮影：西條彰仁）ISBN 978-4054033269
- 月刊 谷桃子（2007年10月、新潮社、撮影：野村佐紀子）ISBN 978-4107901798
- タニマニア（2009年1月、集英社、撮影：矢西誠二）ISBN 978-4-08-780511-6
- 乱れる（2009年7月24日、Wani Books、撮影：IWATA）ISBN 978-4847041853
- ピーチショック（2009年11月、小学館、撮影：楽滿直城）ISBN 978-4-09-103081-8
- 壊して・・・（2017年5月17日、双葉社、撮影：西田幸樹）ISBN 978-4575312577

## 外部連結
- 2TOUCH（所属事務所）｜谷桃子 （页面存档备份，存于）
- 谷桃子オフィシャルブログ「なんでだし?」 （页面存档备份，存于）
- 谷桃子的X（前Twitter）
- YS乙女学院 2学期｜谷桃子 （页面存档备份，存于）
- 谷桃子 - MONDO TV （页面存档备份，存于）